# サンダーバニー
サンダーバニー（Thunder Bunny）は、1997年2月、アメリカ合衆国でロドニー・アラン・グリーンブラットによって描かれ、大ヒットした絵本の中の主人公である。同じくロドニーがジャケットイラストを手掛けている女性デュオPUFFYの大貫亜美のマスコットも兼ねている（日本語の和訳を担当）。また後に吉村由美のマスコットのワンダーミューも登場した。